# كانديس لاري
كانديس لاري (ولدت في 29 سبتمبر 1985) هي مصارعة أمريكية محترفة، تعمل حالياً في دبليو دبليو إي حيث تصارع في عرض إن إكس تي.

## وصلات خارجية
- كانديس لاري على موقع دبليو دبليو إي (الإنجليزية)
- كانديس لاري على موقع WrestlingData.com (الإنجليزية)
- كانديس لاري على موقع CageMatch worker (الإنجليزية)
- كانديس لاري على موقع قاعدة بيانات المصارعة على الإنترنت (الإنجليزية)
- كانديس لاري على موقع عالم المصارعة على الإنترنت (الإنجليزية)
- كانديس لاري على موقع عالم المصارعة على الإنترنت (الإنجليزية)